# Мирович, Василий Васильевич
Василий Васильевич Мирович (27 февраля 1865 года, Киев, Российская империя — 26 августа 1945 года, Германия) — генерал-майор Русской императорской армии, эмигрант первой волны и публицист.

## Биография
Закончил Полоцкий кадетский корпус и Михайловское артиллерийское училище. Служил в 4-й Резервной артиллерийской бригаде.
В 1884 году произведён в звание подпоручика и в 1888 году — в звание поручика. В 1893 году служил старшим адъютантом в штабе 18-го армейского корпуса.
В 1894 году получил звание штабс-капитана. Служил младшим офицером в управлении Константиновского артиллерийского училища.
В 1900 году был возведён в звание капитана.
В 1902 году закончил Офицерскую артиллерийскую школу. Командовал 7-й батареей 23-й артиллерийской бригады.
В 1907 году был возведён в звание подполковника. В это же время был секретарём редакции газеты «Русский инвалид».
Принимал участие в сражениях Первой мировой войны. Командовал 2-й Финляндской стрелковой артиллерийской бригадой и позднее — 2-й Финляндской стрелковой дивизией.
В апреле 1915 года был возведён в звание генерал-майора. Командовал 32-й артиллерийской бригадой и 3-й Финляндской стрелковой артиллерийской бригадой. В 1917 году был инспектором артиллерии 20-го армейского корпуса. В это же время руководил этим корпусом после смерти его командира.
В начале 1918 года после распада фронта прибыл в Киев.
В 1919 году вступил в Добровольческую армию Антона Деникина. Был инспектором артиллерийского отдела отряда генерала Николая Бредова. В составе отряда Николая Бредова отступил сначала в Тирасполь и оттуда — в Польшу (см. Бредовский поход) .
Во время Второй мировой войны проживал в Польше. В 1945 году выехал в Германию, где скончался 26 августа.

## Награды
- Орден Святого Станислава II степени (1901);
- Орден Святой Анны II степени с мечами (1902);
- Орден Святого Владимира III степени с мечами (1913);
- Георгиевское оружие (1915);
- Орден Святого Владимира IV степени с мечами (1917);
- Орден Святой Анны I степени с мечами (1917).